# Kritika
Kritika (z řeckého krinein a kritiké techné, umění rozlišovat a posuzovat) znamená jako činnost hodnocení, posouzení, ocenění. Protože je to zejména v moderní době činnost velmi významná, existuje v některých oborech zvláštní profese, například literární kritik, a zvláštní literární žánr, který se také nazývá kritika.

## Kritika jako činnost
Účelem a smyslem kritiky je analyzovat, rozlišovat, hodnotit a výsledné posudky čili kritiky nebo recenze publikovat, nejčastěji v časopise. Ideálem je kritika nestranná, věcná, jak to klasicky vyjadřuje požadavek, aby kritik posuzoval vycházeje „z věci samé“ (kata to auto, Aristotelés). To vyžaduje, aby se kritik s kritizovanou věcí do hloubky seznámil, aby ji dokázal porovnat s jinými a dokázal přiměřeně rozlišit její dobré a špatné, slabé a silné stránky.

## Kritika jako posudek
Výsledek kritikovy práce (recenze) může být buď spíše příznivý, pozitivní, anebo naopak negativní, záporný. V obou případech však musí být zdůvodněný: hanopis nebo pomluva není kritika. Protože negativní kritiky jsou obecně častější, nabývá i slovo kritika někdy užší význam kritiky negativní. To však svádí k falešné představě, jako kdyby cílem kritiky mělo být odsuzovat a hanět.
Někdy se od kritika vyžaduje, aby jeho kritika byla konstruktivní, to jest aby sama dávala najevo snahu o zlepšení, o nápravu. Smyslem a účelem kritiky sice je, aby ukázala silné a slabé stránky díla, a to také s ohledem na možnou nápravu, ta ale už není úkolem kritika. Kritik má ukázat nedostatky kritizované věci, není však povinen navrhovat, jak se mají napravit. Požadavek konstruktivní kritiky navíc používaly totalitní režimy k potlačování (negativní) kritiky vůbec.

## Kantova kritická filosofie
Filosofie v západním slova smyslu začíná jako disciplína kritická, na rozdíl od starších a mimoevropských škol moudrosti, které mají spíše dogmatický, naučný charakter. Sokratova metoda dialogu hledá pravdu, pravé poznání právě vyvracením nesprávných mínění, která před jeho kritikou neobstojí.
Nicméně ve zvláštním smyslu se za kritickou filosofii pokládá filosofie Kantova, a to jeho zralého, kritického období, počínaje Inaugurální disertací (1770) a Kritikou čistého rozumu (1781). Tehdy totiž Kant přišel na to, že své smyslové zkušenosti o věcech obvykle přijímáme naivně či dogmaticky, ačkoli ve skutečnosti je každé naše poznání podstatně ovlivněno a podmíněno předem danými předpoklady, „formami apriori“, jako je zejména prostor a čas. Kritická či u Kanta transcendentální filosofie se tedy nezabývá obsahem poznání ani povahou jednotlivých věcí, nýbrž podmínkami jejich poznávání. Na tento Kantův objev navázal později Edmund Husserl svou fenomenologií, která postup zkušenosti podrobně popsala a rozebrala.

## Textová kritika
Jednou z nejstarších oblastí, kde se kritika soustavně pěstuje, je textová kritika, tj. systematická snaha o nápravu a rekonstrukci různě porušených textů. Začíná ve starověké Alexandrii, kde se připravovala kritická (rukopisná) vydání řeckých klasiků porovnáváním různých rukopisů a opravami chyb. Tuto metodu použil Origenés i na text hebrejské Bible. Textová kritika starých textů musí nejprve shromáždit co nejvíce starých rukopisů, zlomků, citátů u jiných autorů a podobně, pak je porovná a u každé nesrovnalosti rozhoduje, které ze čtení je pravděpodobně původní. U zkomolených a nesrozumitelných míst může dojít i na tzv. konjektury, tj. v rukopisech nedoložené opravy, které např. předpokládají, kde se opisovač mohl přehlédnou a zmýlit. U novodobých textů spočívá textová kritika v tom, že se porovnávají různá vydání a autorovy rukopisy, a v kritickém vydání se pak uvedou i případné varianty, škrty a doplňky autora samého.
Biblická kritika, tj. kritické zkoumání obsahu biblických textů, začala sice až v 17. století (J. Astruc), přinesla však velmi významné výsledky: zejména ukázala, že texty vznikaly postupně, a to velmi dlouho, že Mojžíš nemůže být autorem knih, které se po něm nazývají, že některé knihy vznikly jako úpravy nebo rozšíření jiných atd.

## Kritika ve vědě a umění
Ačkoli se většina věd snaží nehodnotit, nýbrž pouze popisovat, vlastní provoz vědy – zejména udělování grantů nebo publikace článků a knih – se ovšem bez kritického hodnoceni neobejde; záleží ovšem na tom, aby i kritici či recenzenti posuzovali věcně a nezaujatě. Podle falibilistické teorie K. Poppera nemá věda jiný přístup k pravdě než je testování a kritika čili vyvracení nesprávných hypotéz.

V literatuře a umění slouží kritika (recenze) jednak k posuzování uměleckých děl, zároveň ale s nimi také seznamuje veřejnost. Velký kritik, jako byl například F. X. Šalda, se může stát učitelem celé generace spisovatelů a básníků, a to i když jeho vlastní literární pokusy nebyly právě zdařilé.
Výtvarná kritika a teorie si musí hledat nové místo, nechce-li se ocitnout buď na poli čisté reklamy, anebo v rovině umělého bodování umělců, čím může ovlivňovat vytváření hvězd a obchod s uměním. Proces názorové diferenciace zatím probíhá na úrovni umělého získávání "bodů", chybí mu komplexní reflexe, vedle vzácných výjimek převažuje umělá a poněkud manipulativní strukturace hodnot. (Anděla Horová, 2007)

## Kritika veřejného života
Zvláštní význam i postavení má kritika veřejných záležitostí, politiky a vlády. Slouží nejen jako „hlídací pes demokracie“, ale má voličům připomínat i to, co už zapomněli – tedy například minulé sliby a činy politiků nebo stran. Teorie demokratické volby totiž předpokládá, že voliči špatnou vládu podruhé nezvolí. Aby to však v prostředí volební propagandy a agitace bylo vůbec možné, musí kritici veřejně připomínat i to, co se stalo před rokem nebo třemi. Jinak by se volby staly jen soutěží reklamních agentur a ztratily by smysl.